# Казарма 3144 км
Казарма 3144 км (рос. Казарма 3144 км) — селище у Каргатському районі Новосибірської області Російської Федерації.
Входить до складу муніципального утворення Міське поселення місто Каргат. Населення становить 0 осіб (2010).

## Історія
Згідно із законом від 2 червня 2004 року органом місцевого самоврядування є Міське поселення місто Каргат.

## Населення
| 2002 | 2007 | 2010 |
| ---- | ---- | ---- |
| 6    | ↘0   | →0   |